# トランス・ステイツ航空
トランス・ステイツ航空（トランス・ステイツこうくう、Trans States Airlines）は、アメリカ合衆国ミズーリ州ブリッジトン市 (Bridgeton) に本部を置いていた地域航空会社である。ユナイテッド航空のためのユナイテッド・エキスプレスとUSエアウェイズのためのUSエアウェイズ・エキスプレスの運航を行っていた。同社は2020年4月1日に運航を停止した。

## 歴史
この航空会社はランバート・セントルイス国際空港でトランス・ワールド航空に、コミューター便を中心とした「Trans World Express」としての便を提供するために1985年に設立された。
トランス・ワールド航空がアメリカン航空に合併された2001年以降は、アメリカン航空のためのコミューター便のアメリカン・コネクションとしても運行していた。
2009年10月2日には三菱航空機のリージョナルジェット「MRJ」を購入することで覚書を締結したことが明らかにされた。購入機数は確定50機・オプション50機の計100機。MRJの発注としては2社目で、日本国外の航空会社としては初めてだった。トランスステイツ・ホールディングスは、引き渡しを受けるまで、スコープ条項の状況いかんでは92席のMRJ90の代わりに輸送力が小さい76席のMRJ70に変更する権利を持っていた 三菱・スペースジェットM90機には米国のスコープ・クローズ法に抵触する懸念があり、2019年10月に発注がキャンセルになった。
2020年4月1日、同社はコロナウイルスの流行による旅行客の減少により運航を停止した。また、親会社のトランス・ステイツ・ホールディングスの保有するコンパス航空も4月7日に運航を停止する予定となっている。

## 保有機材
閉鎖前のトランス・ステーツ航空は以下の航空機で構成されていた。
| 機種                 | 現役機 | 予備機 | 発注数 | Options | 座席数 | 運航会社                   | 備考 |
| -------------------- | ------ | ------ | ------ | ------- | ------ | -------------------------- | ---- |
| エンブラエル ERJ 145 | 45     | —      | —      | —       | 50     | ユナイテッド・エクスプレス |      |
| 合計                 | 45     | —      | -      | -       |        |                            |      |